# Iryna Trushkina
Iryna Trushkina est une joueuse de volley-ball ukrainienne née le 3 décembre 1986 à Bila Tserkva. Elle mesure 1,88 m et joue au poste de centrale. 

## Clubs
| Club                         | De        | À         |
| ---------------------------- | --------- | --------- |
| Universitet Ros Bila Tserkva | 2002-2003 | 2002-2003 |
| Krug Tcherkassy              | 2003-2004 | 2008-2009 |
| Jinestra Odessa              | 2010-2011 | 2010-2011 |
| Samorodok Khabarovsk         | 2011-2012 | 2011-2012 |
| Khimik Youjne                | 2012-2013 | 2014-2015 |
| İlbank Ankara                | 2015-2016 | 2015-2016 |
| Nilüfer Belediye             | 2016-2017 | 2016-2017 |
| CSM Bucureşti                | 2017-2018 | 2018-2019 |
| KPS Chemik Police            | 2019-2020 | 2019-2020 |
| CSM Târgoviște               | 2020-2021 | …         |

## Palmarès

### Équipe nationale
- Ligue européenne
  - Vainqueur : 2017[5]

### Clubs
- Championnat d'Ukraine
  - Vainqueur : 2005, 2006, 2007, 2008, 2013, 2014, 2015.
  - Finaliste : 2009, 2011.
- Coupe d'Ukraine
  - Vainqueur : 2005, 2006, 2007, 2008, 2011, 2014, 2015.
- Championnat de Roumanie
  - Vainqueur : 2018.
  - Finaliste : 2019.
- Coupe de Roumanie
  - Vainqueur : 2018.
- Championnat de Pologne
  - Vainqueur : 2020.
- Coupe de Pologne
  - Vainqueur : 2020.
- Supercoupe de Pologne
  - Vainqueur : 2019.